# Last Christmas (bài hát của Ariana Grande)
"Last Christmas" là một bài hát của nữ ca sĩ Ariana Grande. Bài hát được trích từ EP đầu tay của cô, Christmas Kisses. Nó được phát hành ngày 19 tháng 11 năm 2013 trên iTunes Store.

#### Danh sách bài hát
- Tải kỹ thuật số[2]

1. "Last Christmas" – 3:24

#### Xếp hạng
| Bảng xếp hạng (2013)                 | Vị trí cao nhất |
| ------------------------------------ | --------------- |
| Nhật Bản (Japan Hot 100)             | 73              |
| Hà Lan (Single Top 100)              | 59              |
| UK Singles (Official Charts Company) | 92              |
| Hoa Kỳ Billboard Hot 100             | 96              |
| Hoa Kỳ Holiday 100 (Billboard)       | 32              |